# Пападинова къща
Пападиновата къща (на гръцки: Αρχοντικό Σ. Παπαντίνα) е възрожденска къща в град Костур, Гърция.

## Местоположение
Къщата е разположена в южната традиционна махала Долца (Долцо) на площад „Братя Емануил“ („Долцо“) и улица „Византио“ срещу Валаловата къща.

## История
Къщата е построена в XIX век.
В 1965 година сградата е обявена за паметник на културата.
В 1965 година сградата е обявена за паметник на културата.

## Архитектура
Има три етажа, от които последният е еркерно издаден. Сградата е запазена в добро състояние.